# Something about Airplanes
Something about Airplanes är Death Cab for Cuties debut-LP, släppt 1998. Tidiga inspelningar av åtta låtar på skivan finns samlade på You Can Play these Songs with Chords.

## Låtlista
1. "Bend to Squares" (Gibbard/Walla) – 4:33
2. "President of What?" (Gibbard) – 4:01
3. "Champagne from a Paper Cup" (Gibbard) – 2:38
4. "Your Bruise" (Gibbard/Walla) – 4:19
5. "Pictures in an Exhibition" (Gibbard) – 3:49
6. "Sleep Spent" (Gibbard/Walla) – 3:37
7. "The Face that Launched 1,000 Shits" (Jay Chilcote) – 3:41
8. "Amputations" (Gibbard) – 4:54
9. "Fake Frowns" (Gibbard/Walla) – 4:30
10. "Line of Best Fit" (Gibbard) – 7:14

## Personer
- Benjamin Gibbard - sång, gitarr och piano
- Nathan Good - trummor
- Nicholas Harmer - bas
- Christopher Walla - gitarr, orgel, elektriskt piano och övriga instrument